# Partamona ferreirai
Partamona ferreirai är en biart som beskrevs av José Gomes Pedro och Camargo 2003. Partamona ferreirai ingår i släktet Partamona och familjen långtungebin. Inga underarter finns listade i Catalogue of Life.